# Weltalphabetisierungstag

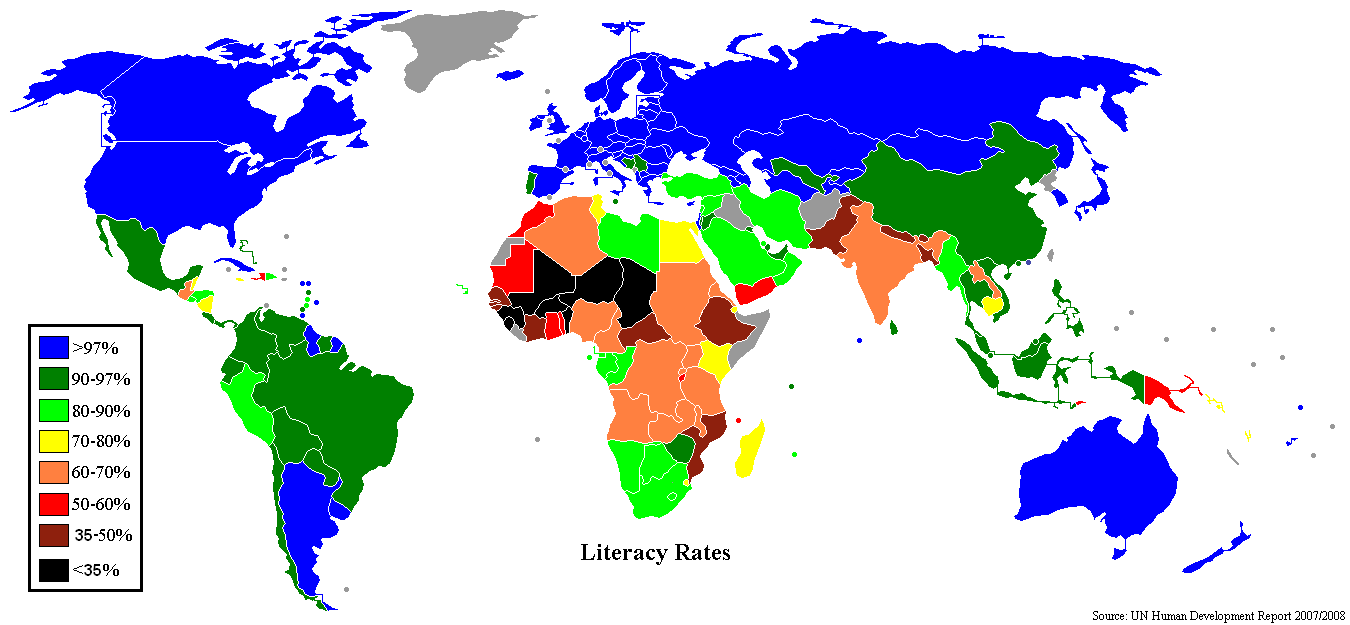
Alphabetisierungsrate weltweit nach Ländern (Quelle: UNHD)

Der Weltalphabetisierungstag (englisch World Literacy Day, auch Weltbildungstag) wird alljährlich am 8. September begangen. Der Tag soll an die Problematik des Analphabetismus erinnern. Weltweit können rund 860 Millionen Erwachsene nicht richtig lesen und schreiben, zwei Drittel davon sind Frauen. In Deutschland gelten 6,2 Millionen Menschen als gering literalisiert, d. h., sie können allenfalls bis zur Ebene einfacher Sätze lesen und schreiben.
Der Weltalphabetisierungstag wurde von der UNESCO im Anschluss an die Weltkonferenz zur Beseitigung des Analphabetentums im September 1965 in Teheran ins Leben gerufen und am 8. September 1966 erstmals begangen.
Neben zahlreichen Veranstaltungen, die weltweit auf die sozialen und wirtschaftlichen Folgen des Analphabetismus hinweisen, werden zum Weltalphabetisierungstag drei Bildungspreise von der UNESCO vergeben:
- Von 1967 bis 1976 Mohammad Reza Pahlavi Prize
- Von 1970 bis 1992 UNESCO Nadezhda K. Krupskaya literacy prize
- Der UNESCO International Reading Association Literacy Prize wird seit 1979 an Institutionen, Organisationen und Personen verliehen, die sich für die Bekämpfung des Analphabetismus eingesetzt haben.
- Der 1989 von Regierung Südkoreas gestiftete UNESCO King Sejong Literacy Prize wird an Institutionen und Organisationen verliehen, die sich der Förderung der Entwicklung der Muttersprachen in den Entwicklungsländern verschrieben haben.
- Seit 2005 wird zusätzlich der von der Volksrepublik China gestiftete UNESCO Confucius Prize for Literacy vergeben, der Programme zur Förderung der Alphabetisierung von Frauen und Jugendlichen vor allem in ländlichen Regionen auszeichnet.

Zusätzlich zu dem jährlichen Weltalphabetisierungstag wurde im Jahr 2003 die UN-Weltdekade der Alphabetisierung ausgerufen.